# Ломита (Калифорнија)
Ломита (енгл. Lomita) град је у америчкој савезној држави Калифорнија. По попису становништва из 2010. у њему је живело 20.256 становника.

## Демографија
Према попису становништва из 2010. у граду је живело 20.256 становника, што је 210 (1,0%) становника више него 2000. године.
| Група             | 2000.          | 2010.         |
| Белци             | 10.735 (53,6%) | 8.797 (43,4%) |
| Афроамериканци    | 838 (4,2%)     | 1.075 (5,3%)  |
| Азијати           | 2.287 (11,4%)  | 2.923 (14,4%) |
| Хиспаноамериканци | 5.252 (26,2%)  | 6.652 (32,8%) |
| Укупно            | 20.046         | 20.256        |